# 塞翁

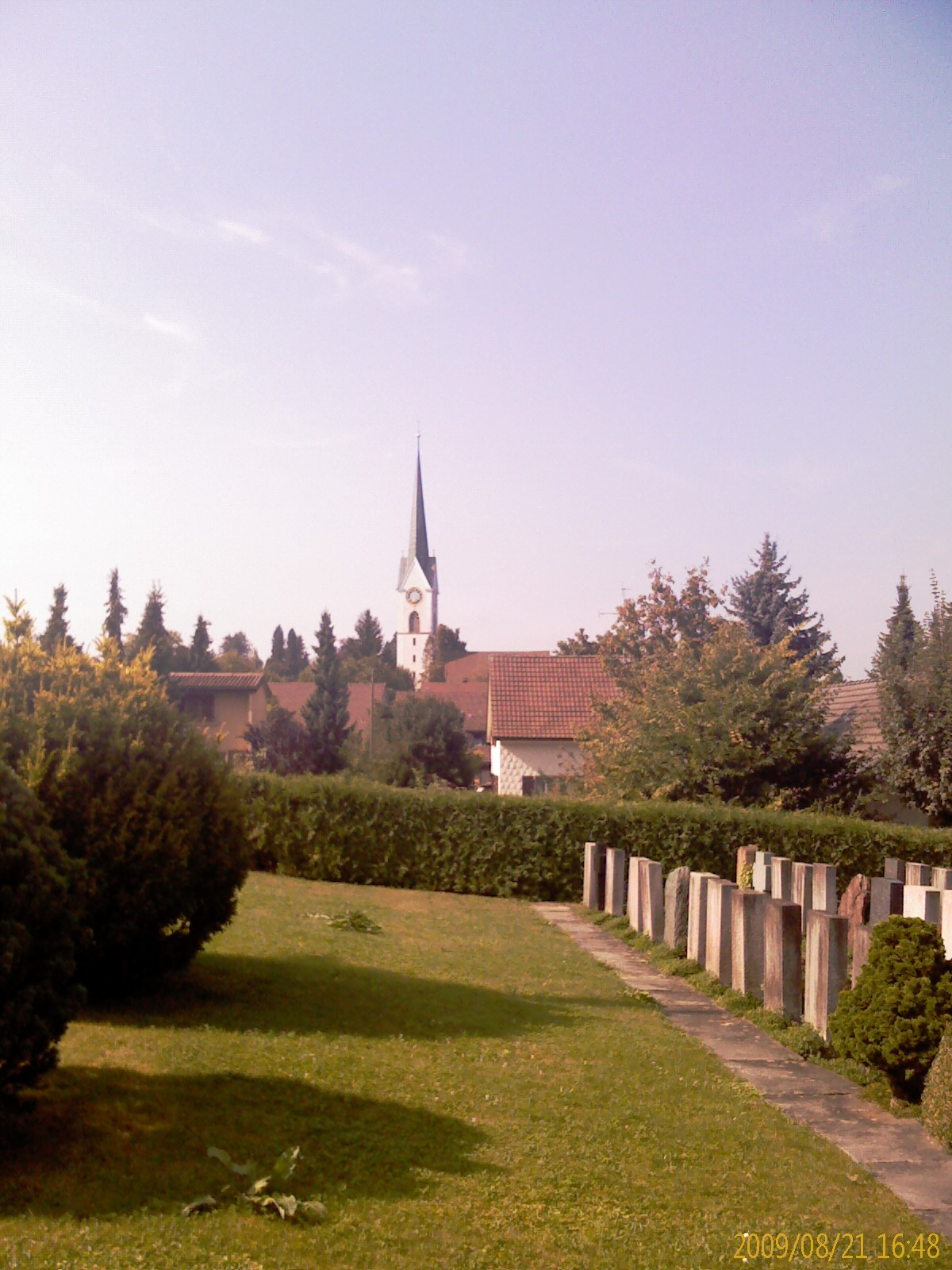

塞翁是瑞士的城鎮，位於該國北部，由阿爾高州負責管轄，面積9.62平方公里，海拔高度445米，2012年人口4,797，五成半人口信奉基督教，人口密度每平方公里499人。